# Pristis
A Pristis a porcos halak (Chondrichthyes) osztályának Rhinopristiformes rendjébe, ezen belül a fűrészesrájafélék (Pristidae) családjába tartozó nem.
Családjának a típusneme.

## Rendszerezés
A nembe az alábbi 6 élő faj és 20 fosszilis faj tartozik tartozik:
- Pristis clavata Garman, 1906
- nagyfogú fűrészesrája (Pristis microdon) Latham, 1794
- nagy fűrészesrája vagy fűrészhal (Pristis pectinata) Latham, 1794
- Pristis perotteti J. P. Müller & Henle, 1841
- Pristis pristis (Linnaeus, 1758) - típusfaj
- zöld fűrészesrája (Pristis zijsron) Bleeker, 1851

- Pristis acutidens Agassiz, 1843
- Pristis amblodon Cope, 1869
- Pristis aquitanicus Delfortrie, 1871
- Pristis atlanticus Zbyszewski, 1947
- Pristis bisulcatus Agassiz, 1843
- Pristis brachyodon Cope, 1869
- Pristis brayi Casier, 1949
- Pristis caheni Dartevelle & Casier, 1959
- Pristis contortus Dixon, 1850
- Pristis curvidens Leidy, 1855
- Pristis dubius Münster, 1846
- Pristis ensidens Leidy, 1855
- Pristis fajumensis Stromer, 1905
- Pristis hastingsiae Agassiz, 1843
- Pristis lanceolatus Jonet, 1968
- Pristis lathami Galeotti, 1837
- Pristis olbrechtsi Dartevelle & Casier, 1959
- Pristis pectinatus Latham, 1794
- Pristis pickeringi Case, 1981
- Pristis prosulcatus Stromer, 1905

A fosszilis fajok a jura időszak és a negyedidőszak között éltek, körülbelül 161,2-0,3 millió évvel ezelőtt. Maradványaik mindenütt a világon előkerültek.

### Fordítás
- Ez a szócikk részben vagy egészben  a   Pristis című angol Wikipédia-szócikk ezen változatának fordításán alapul.  Az eredeti cikk szerkesztőit annak laptörténete sorolja fel. Ez a jelzés csupán a megfogalmazás eredetét és a szerzői jogokat jelzi, nem szolgál a cikkben szereplő információk forrásmegjelöléseként.